# Chris Tadrosse
Christopher Tadrosse, né le 10 septembre 1985, est un footballeur australien évoluant au poste de milieu de terrain avec le North Queensland Fury.

## Carrière
Il a joué pour la dernière fois pour la réserve du Borussia Mönchengladbach en Oberliga allemande. En 2005, il était de l'effectif australien pour la Coupe du monde des moins de 20 ans 2005. Il a joué pour Melbourne Victory FC en A-League. Le premier arrêt de son aventure allemande était avec le club KFC Uerdingen 05 de ligue Oberliga. Après un court séjour il s'est déplacé au club Borussia Mönchengladbach en Bundesliga. Il a fait plusieurs apparitions avec l'équipe réserve mais a été libéré à la fin de la saison de 2007/2008. Chris réintègre la A-League australienne au sein de la nouvelle franchise des North Queensland Fury. 